# Курт Утке
Курт Утке (нім. Kurt Utke; 2 грудня 1893, Франкфурт-на-Одері — 30 вересня 1970, Альпи) — німецький військовий діяч, віцеадмірал крігсмаріне (1 лютого 1944). Кавалер Німецького хреста в сріблі.

## Біографія
12 квітня 1913 року вступив на службу в ВМФ кадетом. Пройшов підготовку на важкому крейсері «Вікторія Луїза» і в військово-морському училищі. Учасник Першої світової війни. Служив в 5-му морському полку Морського корпусу «Фландрія» (1914-15), на важкому крейсері «Фон дер Танн» (1915-17). У червні 1917 року переведений в підводний флот, вахтовий офіцер. 26 червня 1918 року взятий в полон. У травні 1920 року звільнений і прийнятий на службу в ВМФ. Служив в частинах берегової оборони, вахтовим офіцером на крейсері «Берлін» (9 березня 1922 — 30 вересня 1924). З 27 вересня 1926 року — 1-й торпедний офіцер на лінійному крейсері «Ельзас». 24 вересня 1928 року переведений в Торпедний випробувальний інститут військовим референтом. З 5 жовтня 1932 року — командир 1-го батальйону корабельної кадрованої дивізії «Остзе». З 6 січня 1933 року — 1-й офіцер легкого крейсера «Лейпциг», з 27 вересня 1934 року — командир 4-го морського артилерійського дивізіону. 4 жовтня 1937 року поставлений на чолі торпедного училища. З 20 квітня 1939 року — командир лінійного корабля «Сілезія». 18 листопада 1939 року очолив Торпедний інститут, а 22 лютого 1943 року — торпедну інспекцію. З 6 грудня 1944 року — інспектор військових поповнень в Бремені. 26 квітня 1945 року взятий в полон. 17 травня 1947 року звільнений. Загинув під час обвалу в Альпах.

## Нагороди
- Залізний хрест 2-го і 1-го класу
- Орден «За заслуги» (Баварія) 4-го класу з мечами
- Ганзейський Хрест (Гамбург)
- Нагрудний знак підводника (1918)
- Фландрійський хрест із застібкою «Морська війна»
- Почесний хрест ветерана війни з мечами
- Медаль «За вислугу років у Вермахті»
  - 4-го, 3-го і 2-го класу (18 років; 2 жовтня 1936) — отримав 3 нагороди одночасно.
  - 1-го класу (25 років; 13 квітня 1937)
- Застібка до Залізного хреста 2-го класу
- Хрест Воєнних заслуг 2-го і 1-го класу з мечами
- Німецький хрест в сріблі (28 грудня 1943)